# Mirante da Serra
Mirante da Serra – miasto i gmina w Brazylii, w stanie Rondônia. Znajduje się w mezoregionie Leste Rondoniense i mikroregionie Ji-Paraná.